# Delphyre spreta
Delphyre spreta là một loài bướm đêm thuộc phân họ Arctiinae, họ Erebidae.